# Mimudea antinephes
Mimudea antinephes là một loài bướm đêm trong họ Crambidae.